# Топонимия Армении
Топонимия Армении — совокупность географических названий, включающая наименования природных и культурных объектов на территории Армении. Структура и состав топонимии страны обусловлены её географическим положением, богатой историей и лингвистической ситуацией в стране.

## Название страны
По-армянски название страны звучит как «Айк» (арм. Հայք, Hayk). В Средние века место армянского топонимообразующего суффикса «-к» занял заимствованный иранский суффикс «-стан» и страна стала называться «Айастан» (арм. Հայաստան, Hayastan).
Историками и лингвистами рассматривается ряд версий о происхождении экзонима «Армения», но убедительных доказательств в пользу какой-нибудь версии до сих пор не найдено. По одной из версий, название страны происходит от мифологического предводителя армян — Айка, который, по легенде, в 2492 году до н. э. разбил в битве войско вавилонского царя Бэла, а позже образовал первое Армянское государство. Этот год считается первым в традиционном армянском календаре. Другая версия связывает это название с древним государством Хайаса. По третьей версии, самоназвание Армении происходит от урартского названия Мелитены — Ḫāti.

## Формирование и состав топонимии
Поскольку армянский язык является одним из древнейших письменных языков, древнейшие топонимы Армении имеют многовековую историю. При этом, если на территории самой Армении очень редки иноязычные названия, то топонимы армянского происхождения, наоборот, встречаются за пределами её территории — в частности, в России, Иране, до недавнего времени — в Турции и Азербайджане, в последних двух странах они практически исчезли по политическим причинам. Древность армянских топонимов приводит к тому, что этимология многих из них остаётся невыясненной или гипотетичной. Известный российский кавказовед К. Ф. Ган отмечал в начале XX века: «…нельзя не указать на армянское плоскогорье, где объяснение географических названий больше всего встречает затруднений; мы там очень часто имеем дело с названиями древнейших времён.».
Попытку типологизации армянских топонимов предпринял академик Г. А. Капанцян. В своей работе 1940 года «Историко-лингвистическое значение топонимики древней Армении» он выделяет классы топонимов, происходящих от родовых, культовых, строительных и других терминов. При этом под родовыми терминами Капанцян понимал топонимы, возникшие от имён божеств, вождей, названий отдельных этносов, племён, а под строительными — названия угодий, транспортных путей и т. д. Так, к родовым топонимам он относил Ереван (от «обитель бога Ару»), Арагац (от Арес — бог войны у древних греков), Зар, Багаран (дословно — «обиталище богов»), многочисленные названия с формантом -вани (монастырь). Отдельные районы Армении получили названия от представителей местной родовой знати: Ордуни, Рштуни, Варажнуни и т. д. К числу строительных (производственных) Капанцян относил такие топонимы как Агарак (возделанное поле), Аштарак (башня), Аван (городок, село). Последний термин вошёл в качестве форманта во многие другие топонимы: Степанаван, Арташаван и другие. В ряде топонимов фигурирует формант -керт (село) — Тигранакерт, Соскерт, Степанакерт. Кроме того, по оценке Капанцяна, в состав армянских топонимов входят такие форманты как -бак (двор), -сар (гора), -кхар (камень), -гивл, -шен (село) и т. д..
Иноязычные топонимы редки в топонимии Армении и встречаются преимущественно на пограничных территориях. К их числу относятся тюркские топонимы Кызылкенд, Базарчай, Караиман, Агманган, Агридаг, Шоржа, Базаргечар, иранские топонимы Мегри, Капан и др., а также славянские топонимы Красносельск (ныне — Чамбарак), Привольное.
В советское время в топонимию Армении вошли новые топонимы с характерной для того времени идеологической «окраской», но образованные по типичным армянским топонимическим моделям: Советошен, Ленинакан, Кировакан, Калинино и т. д. В постсоветский период большинство этих населённых пунктов было переименовано, в частности, из 48 городов — 8.

## Топонимическая политика
Вопросами топонимической политики в Армении занимается Государственный комитет по недвижимости и кадастру.